# Stine Fischer Christensen
Stine Fischer Christensen (1985) is een Deens actrice.

## Biografie
Stine Fischer Christensen werd in 1985 geboren als dochter van de dokter Niels Fischer Christensen en de onderwijzeres Bente Jessen en is de jongere zus van filmregisseuse Pernille Fischer Christensen. In 2007 won ze voor haar rol van Anna Hannson in Efter brylluppet (After the Wedding) twee Deense filmprijzen, zowel de Bodil als de Robert voor beste vrouwelijke bijrol. Ze speelde in 2009 de hoofdrol in De vilde svaner van  Peter Flinth en Ghita Nørby.

## Filmografie

### Films
- 2017: Underverden
- 2011: Die Unsichtbare – Fine
- 2010: Smukke mennesker – Prostituee
- 2009: De vilde svaner – Elisa
- 2007: Ekko – Angelique
- 2006: Efter brylluppet (After the Wedding) – Anna Hannson
- 2006: Princess – Christina (stem)
- 2005: Unge Andersen – Sofie

### Televisieseries
- 2009: Livvagterne – Susan Andersen

## Prijzen en nominaties
De belangrijkste:
| Jaar | Prijs  | Categorie                | Film             | Uitslag  |
| ---- | ------ | ------------------------ | ---------------- | -------- |
| 2007 | Bodil  | Beste vrouwelijke bijrol | Efter brylluppet | Gewonnen |
| 2007 | Robert | Beste vrouwelijke bijrol | Efter brylluppet | Gewonnen |